# Mel Fronckowiak
Melanie Nunes Fronckowiak és una actriu, cantant, escriptora i model brasilera, d'arrels poloneses. Va guanyar fama per la seva participació a la telenovel·la Rebelde, adaptació brasilera de la sèrie original mexicana.

## Filmografia
Participacions de Mel Fronckowiak en televisió:
| Any     | Títol                | Personatge / Ocupació   | Notes                 |
| ------- | -------------------- | ----------------------- | --------------------- |
| 2010    | Viver a Vida         | Duda                    | Participació especial |
| 2011–12 | Rebelde              | Carla Ferrer            |                       |
| 2012    | Rebeldes para Sempre | Ela mesma               | Especial de cap d'any |
| 2014–16 | A Liga               | Presentadora, reportera |                       |
| 2015    | El Hipnotizador      | Daria                   | 2 episodis            |
| 2015–19 | Destino Certo        | Presentadora            |                       |
| 2016–18 | 3%                   | Júlia Souza             | Temporades 1–2        |
| 2018–19 | Troca de Estilo      | Presentadora            |                       |
| 2019    | Show dos Famosos     | Participant             | Temporada 3           |

## Discografia
L'elenc de Rebelde va formar un grup musical, anomenat Rebeldes. Va publicar els següents treballs amb la participació de Fronckowiak:
- Rebeldes (2011)
- Rebeldes: Ao vivo (2012, en directe)

## Obra escrita
- Inclassificável: Memórias da Estrada (2013) ISBN 978-8567107004